# Santa Cruz de Mudela
Santa Cruz de Mudela là một đô thị thuộc Ciudad Real, Castile-La Mancha, Tây Ban Nha. Dân số 4.828 người.

## Các thị trưởng của Santa Cruz từ năm 1979
1979 Juan Bustos (UCD)
1979 Juan Valverde (UCD)
1983 Antonio Cobos (PSOE)
1987 Antonio Cobos (PSOE)
1989 José Antonio López Aranda (PSOE)
1991 José Antonio López Aranda (PSOE)
1995 José Antonio López Aranda (PSOE)
1999 José Antonio López Aranda (PSOE)
2003 José Antonio López Aranda (PSOE)
2007 Manuel Saéz Laguna (PVISCM)